# The Last of Us (série de jeux vidéo)
Pour le premier jeu de la série, voir The Last of Us
Pour les articles homonymes, voir The Last of Us (homonymie).
The Last of Us (litt. « Le(s) dernier(s) d’entre nous ») est le nom d'une série de jeux vidéo, développée par Naughty Dog et éditée par Sony Computer Entertainment, de type action-aventure et survie, ayant comme thème principal un univers post-apocalyptique après une pandémie provoquée par un champignon appelé le cordyceps. La série a débuté en 2013 et s'est vendue à plus de 30 millions d'exemplaires.

## Présentation
L'idée de The Last of Us est née après que Neil Druckmann et Bruce Straley ont regardé une partie de l'épisode 8 Jungles de la série télévisée documentaire britannique Planète Terre diffusée sur la chaîne BBC en 2006, qui montrait une fourmi infectée par le champignon cordyceps, un dangereux champignon parasitaire qui tue habituellement les insectes tels que les fourmis. L’infection se passe dans le cerveau et produit une excroissance fongique sur la tête. L’idée que le champignon puisse infecter les humains est devenue l’idée de base pour le jeu.
GamesRadar+ indique que les inspirations cinématographiques sont les films Je suis une légende, La Route, 28 jours plus tard, Les Fils de l’homme et La Révolte des Triffides ainsi que la série télévisée The Walking Dead.
La bande originale, propre aux jeux de la série, est réalisée par le compositeur de renom Gustavo Santaolalla, lequel a reçu de nombreuses distinctions pour ses musiques de films. Dans The Last of Us Part II, le compositeur Mac Quayle, connu notamment pour son travail dans la série Mr. Robot, participe aussi à la bande originale du jeu.
Un jeu multijoueur, appelé The Last of Us: Online par les développeurs, aurait dû sortir avant d'être annulé en 2023.

## Liste des jeux
| Génération           | Titre (*)                     | Logo | Lieux du scénario                                                                                       | Personnages principaux                                                     | Période durant laquelle se déroule le jeu                 | Développement | Plateformes                                          | Date initiale de commercialisation |
| -------------------- | ----------------------------- | ---- | --- | -------------------------------------------------------------------------- | --------------------------------------------------------- | ------------- | ---------------------------------------------------- | ---------------------------------- |
| Première (2013-2014) | The Last of Us (***)          |      | Austin (prologue) Boston, Lincoln, Pittsburgh, Comté de Jackson, Boulder, Silver Lake et Salt Lake City | Sarah Miller (prologue, jouable) Joel Miller et Ellie Williams (jouables)  | Septembre 2013 (prologue) De l'été 2033 au printemps 2034 | Naughty Dog   | PlayStation 3, PlayStation 4, PlayStation 5, Windows | 14 juin 2013                       |
| Première (2013-2014) | Left Behind (**)              |      | Boulder / Boston (flashbacks)                                                                           | Ellie Williams (jouable) et Riley Abel                                     | Hiver 2034 / Été 2033 (flashbacks)                        | Naughty Dog   | PlayStation 3, PlayStation 4, PlayStation 5, Windows | 14 février 2014                    |
| Seconde (2020)       | The Last of Us Part II (****) |      | Comté de Jackson, Seattle, Santa Barbara                                                                | Joel Miller (prologue, jouable) Ellie Williams et Abby Anderson (jouables) | 2038                                                      | Naughty Dog   | PlayStation 4, PlayStation 5, Windows                | 19 juin 2020                       |

The Last of Us connait deux générations : la première, mise en place en 2013, concerne le début de la relation entre Joel et Ellie, et leur départ de Boston en 2033. La seconde génération, mise en place en 2020, s'intéresse à leur périple cinq ans plus tard.
- (*) : En bleu, les jeux ayant inauguré une nouvelle génération, et en jaune ceux étant de la même génération. Ces derniers reprennent le titre de l'opus ayant ouvert la génération.
- (**) : The Last of Us: Left Behind est une extension du premier jeu, servant de préquelle à l'histoire principale.
- (***) : Il existe aussi The Last of Us: Remastered, une version remastérisée du premier jeu, contenant également l'extension Left Behind et les différents packs multijoueur, sortie sur PlayStation 4 le 29 juillet 2014. Un remake intitulé The Last of Us Part I est également disponible sur PlayStation 5 depuis le 2 septembre 2022 et sur Microsoft Windows depuis le 28 mars 2023[7].
- (****) : Il existe aussi The Last of Us Part II Remastered, sorti le 19 janvier 2024 sur PlayStation 5.

## Interprètes et personnages
| Personnages | Jeux                  | Jeux                               | Jeux                          |
| Personnages | The Last of Us (2013) | The Last of Us: Left Behind (2014) | The Last of Us Part II (2020) |
| ----------- | --------------------- | ---------------------------------- | ----------------------------- |
| Joel        | Troy Baker (*)        | Troy Baker (*)                     | Troy Baker (*)                |
| Ellie       | Ashley Johnson        | Ashley Johnson                     | Ashley Johnson                |
| Sarah       | Hana Hayes            |                                    |                               |
| Tess        | Annie Wersching       |                                    |                               |
| Robert      | Robin Atkin Downes    |                                    |                               |
| Marlene     | Merle Dandridge       |                                    | Merle Dandridge               |
| Bill        | W. Earl Brown         |                                    |                               |
| Sam         | Nadji Jeter           |                                    |                               |
| Henry       | Brandon Scott         |                                    |                               |
| David       | Nolan North           |                                    |                               |
| Riley       |                       | Yaani King                         |                               |
| Tommy       | Jeffrey Pierce        |                                    | Jeffrey Pierce                |
| Maria       | Ashley Scott          |                                    | Ashley Scott                  |
| Abby        |                       |                                    | Laura Bailey                  |
| Dina        |                       |                                    | Shannon Woodward              |
| Jesse       |                       |                                    | Stephen A. Chang              |
| Lev         |                       |                                    | Ian Alexander                 |
| Yara        |                       |                                    | Victoria Grace                |

(*) Dans Left Behind, il n'apparaît que dans les cinématiques.
- Les cases grises indiquent que le personnage n'apparaît pas dans le jeu.

## Accueil
The Last of Us, ainsi que l'extension The Last of Us: Left Behind et la version remastérisée The Last of Us: Remastered, reçoivent d'excellentes notes comprises pour la plupart entre 7 et 10 sur 10. De manière générale, le jeu est qualifié de chef-d’œuvre comme le cite Colin Moriarty du site web américain IGN : « The Last of Us est un chef-d’œuvre, la meilleure exclusivité de la PlayStation 3 et un must-play absolu »,. The Last of Us se voit alors auréolé de multiples distinctions ; aussi, pour l'année 2013, le studio de développement affirme avoir gagné près de deux cent cinquante nominations « Jeu de l’année »,. En octobre 2019, Naughty Dog annonce que le premier épisode s'est vendu à plus de 20 millions d'exemplaires sur PlayStation 3 et PlayStation 4.
The Last of Us Part II reçoit également d'excellentes notes de la presse spécialisée. En juin 2022, Neil Druckmann annonce que le jeu a dépassé les 10 millions d'exemplaires vendus.
| Jeu                                         | Ventes totales estimées |
| ------------------------------------------- | ----------------------- |
| The Last of Us / The Last of Us: Remastered | 20 millions             |
| The Last of Us Part II                      | 10 millions             |